# Gisela de Francia
Gisela de Francia, también llamada Gisella o Giséle (fl. 911) fue, según la tradición histórica normanda, una princesa carolingia hija del rey de Francia Occidental, Carlos el Simple y la consorte de Rollo, fundador de Normandía. El matrimonio sería parte del Tratado de Saint-Clair-sur-Epte que autorizaba el establecimiento de los normandos en Neustria  con el fin de proteger el reino de otras posibles invasiones vikingas. Este tratado creó el ducado de Normandía.
A finales del siglo X, el cronista Dudo de Saint-Quentin escribió que Rollo se casó con Gisela después de su conversión al cristianismo en su ascensión como gobernante de Normandía en 911. De acuerdo con fuentes medievales posteriores, Rollo trataba a Gisela con crueldad. Su padre envió a dos caballeros para que actuaran como su apoyo en Normandía, pero ambos fueron ejecutados en la horca por orden de Rollo. El matrimonio no es respaldado por registros escritos contemporáneos ni evidencia histórica. Carlos se casó con Frederuna en 907, por lo que Gisela tendría cinco años en el momento del tratado de alianza.
La existencia de Gisela no se confirma. De acuerdo con el historiador Eric Christiansen, los cronistas medievales inventaron el matrimonio y la princesa con base en la unión, intermediada por el emperador carolingio Carlos, el Gordo en 882, del jefe vikingo Godofredo con Gisela de Frisia, hija del rey Lotario II. Se ha sugerido que, si realmente existió, Gisela pudo haber sido una hija bastarda de Carlos. En cualquier caso, Gisela no tuvo hijos.
Un personaje llamado Gisla (presentado como una hija de Carlos el Calvo y como la madre de los hijos de Rollo) es interpretado en la serie de televisión Vikings por la actriz francesa Morgane Polanski.